# Dailes Teater
Dailes Teater (lettisk: Dailes teātris) er et professionelt teater i Riga, hovedstaden i Letland. Det er grundlagt den 19. november 1920 på Lāčplēša iela 25, hvor Rigas Nye Teater ligger i dag. Den første opførelse på Dailes Teater var Rainis' skuespil "Indulis un Ārija". Teatrets hovedinstruktør fra grundlæggelsen til 1965 var  Eduards Smiļģis. Siden 1977 ligger Dailes Teater på Brīvības ielā 75 i en bygning tegnet af arkitekt Marta Staņa. Nu er hovedinstruktøren  Mihails Gruzdovs.
Under sovjet-perioden hed teatret Janis Rainis Lettiske SSR Statsakademiske Dailes Teater.